# 新阿爾漢格爾斯克區

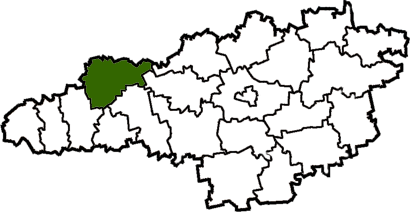
新阿爾漢格爾斯克區在基洛夫格勒州的位置

新阿爾漢格爾斯克區（烏克蘭語：Новоархангельський район）曾是烏克蘭中部基洛夫格勒州的一個區，行政中心設於新阿爾漢格爾斯克，面積1,200平方公里，2013年人口25,328人，人口密度每平方公里21.11人。
该区在2020年乌克兰行政区划改革时被撤销，其范围并入霍洛瓦尼夫斯克区。